# Arbetsgivarorganisation
En arbetsgivarorganisation är en sammanslutning av arbetsgivare som företräder deras intressen gentemot arbetstagare.

## Arbetsgivarorganisationer i Sverige
Se även Kategori:Arbetsgivarorganisationer i Sverige
En arbetsgivarorganisation är en organisation där olika arbetsgivare går samman för att företräda sina intressen gentemot arbetstagarna. 
Den tyngsta arbetsgivarorganisationen för privata arbetsgivare i Sverige är Svenskt Näringsliv (bildat genom sammanslagning av Sveriges Industriförbund och Svenska Arbetsgivareföreningen).
Den största arbetsgivarorganisationen inom Svenskt Näringsliv är Almega, arbetsgivarorganisationen för tjänsteföretag.

### Arbetsgivarnas organisationsgrad i Sverige
År 2018 arbetade 90 procent av alla anställda i Sverige hos arbetsgivare anslutna till en arbetsgivarorganisation. Inom privat sektor var arbetsgivarnas organisationsgrad mätt på detta sätt 83 procent och i offentlig 100 procent.

### Kollektivavtal
På de flesta arbetsplatser i Sverige finns kollektivavtal. Det är ett skriftligt avtal mellan fackförening och arbetsgivare som reglerar löner, anställningsvillkor och andra förhållanden på arbetsplatsen.

### Arbetsgivarens arbetsmiljöansvar
Arbetsgivare och arbetstagare ska samarbeta för att skapa en bra arbetsmiljö, även om det är arbetsgivaren som har huvudansvaret. Arbetsgivarens arbetsmiljöansvar finns reglerat i arbetsmiljölagen.